# Campoformido
Campofòrmido (in friulano Cjampfuarmit, anticamente Campoformio o anche Campo-Formio, è un comune italiano di 7 796 abitanti in Friuli-Venezia Giulia.

## Geografia fisica

### Territorio
Sorge a sud-ovest del capoluogo Udine, comune con il quale confina.
Le frazioni di Basaldella e Villa Primavera fanno parte dell'agglomerato urbano di Udine.
L'unico corso d'acqua importante è il torrente Cormor. C'è inoltre una rete di canali artificiali, tre nella frazione di Basaldella e uno tra Campoformido e Bressa: il canale Ledra, che scorre anche a Udine.

### Clima
Il clima è mediterraneo in estate con la maggiore influenza dall'Africa, ma con caratteristiche continentali in particolare nella stagione invernale, temperature alte in estate, di frequente oltre i 30° le massime, mentre in inverno le minime sono abbondantemente sotto lo 0. Precipitazioni ben distribuite e molto frequenti durante l'anno (caratteristica della regione Friuli-Venezia Giulia).

## Storia

### La preistoria
Tracce di insediamenti preistorici nel territorio comunale sono tuttora rinvenibili e testimoniano una presenza umana in tempi antichi. Risale infatti al X secolo la tomba antica a tumulo, sita a Basaldella, ancora riconoscibile seppur coperta di vegetazione e deturpata in particolare dalla politica fondiaria degli anni ottanta, dopo avere già subito le conseguenze della II guerra mondiale. La tomba risulta già violata in epoca romana.

### L'età romana
Il territorio di Campoformido e delle frazioni fu abitato certamente in epoca romana, a partire almeno dal I - II sec. a. C. Svariati insediamenti romani erano presenti sul suo territorio e diverse necropoli sono state rinvenute in tutto il territorio comunale. Di particolare rilevanza la necropoli di Basaldella, sita nei pressi della chiesetta di San Daniele e del torrente Cormor, che comprende circa ottanta sepolture dei periodi augusteo e giulio-claudio.

### L'età longobarda
Nel periodo longobardo Campoformido era uno dei luoghi deputati alle monomachie, sorta di duelli atti ad appurare di chi era la colpa e a risolvere quindi liti e controversie. Per tale motivo è stato ipotizzato che la parola 'Campo' nel nome del comune derivi non dal latino 'Campus' (campo, prato), ma dal germanico 'Kampf' (battaglia), anche se tale interpretazione non sembra molto plausibile.

Le monomachie si svolgevano nei prati di San Canciano, luogo di particolare importanza anche nei secoli a venire, in corrispondenza di un'area a forma quadrangolare situata nei pressi della chiesetta di San Canciano, nota con il nome di "Tomba forata". 

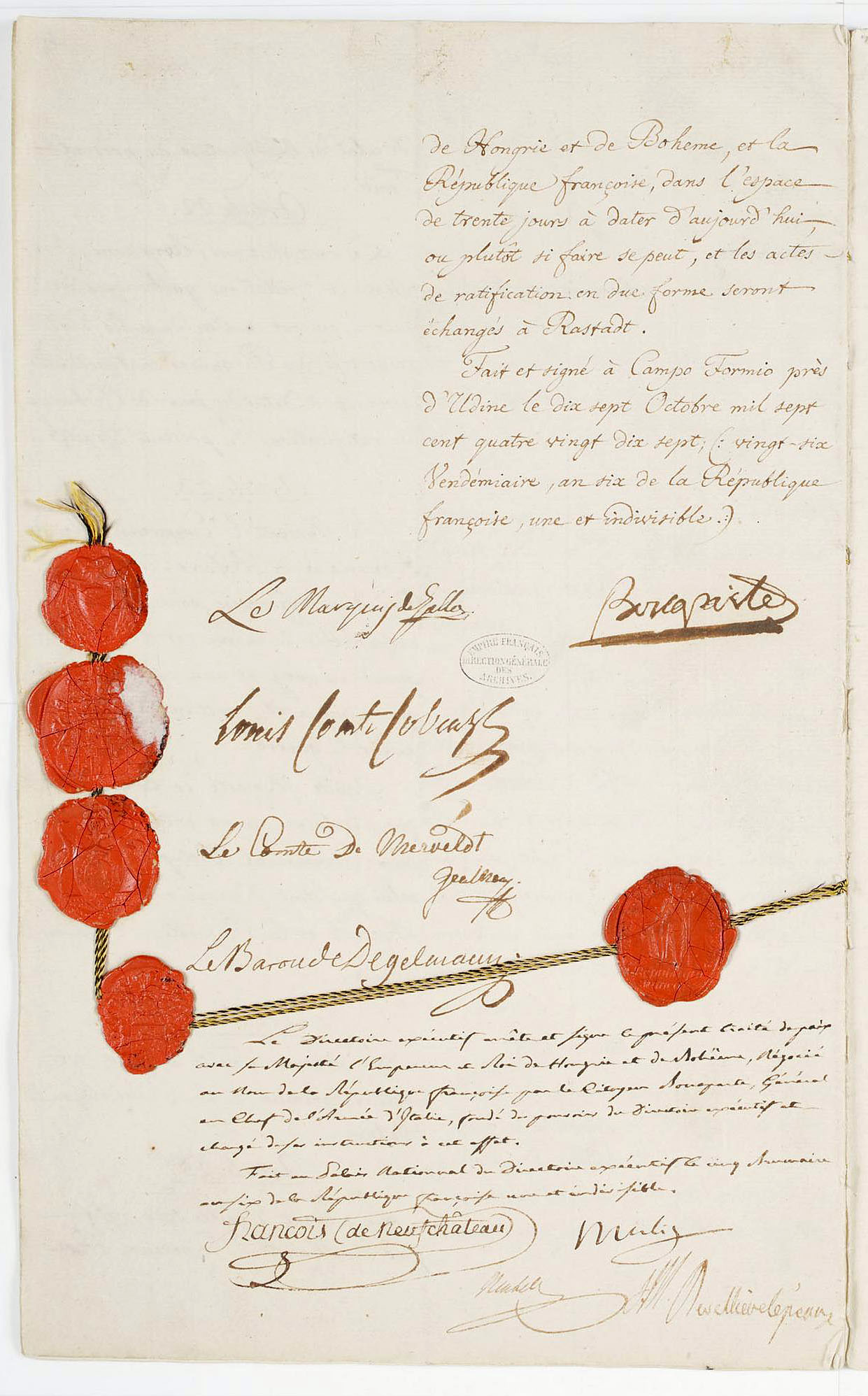
Una delle otto copie del Trattato conservata presso l'Archivio Nazionale Francese

### Il basso Medioevo
Dal XII secolo il Parlamento del Friuli, uno dei più antichi al mondo, si riuniva anche a Campoformido, dove si teneva la rassegna dell'esercito della Patria del Friuli. Un verbale del 14 luglio 1231 è il primo documento ufficiale in cui si cita il nome di Campoformido: "... actum in prato de Campoformio feliciter" ("fatto nel campo di Campoformio felicemente").
Nel XV secolo l'abitato di Campoformido si salvò per un pelo dalla barbarie ottomana, che invece colpì l'attiguo villaggio di Bressa.

### Il trattato di Campoformio
Il comune è noto per avere dato il nome nel 1797 al trattato con il quale Napoleone Bonaparte cedeva il Veneto all'Austria ottenendo in cambio la Lombardia e sancendo la fine della Repubblica di Venezia. Il trattato fu firmato dal generale Bonaparte e da quattro rappresentanti degli Asburgo presso la Casa di Bertrando Del Torre, sita nell'attuale piazza del Trattato. A ricordare l'evento esistono due lapidi, una posta all'esterno dell'abitazione e una all'interno, rimaste coperte di calce per lungo tempo dopo la caduta di Napoleone. È inoltre presente, nella medesima piazza, una copia della Statua della Pace; l'originale fu portato a Udine e si trova in piazza Libertà.

#### L'anello di Giuseppina Bonaparte
Giuseppina di Beauharnais, moglie di Napoleone, lo raggiunse nella sua residenza di Villa Manin a Passariano il 17 settembre 1797, esattamente un mese prima della firma del trattato di Campoformio. Annoiata dalla vita priva di svaghi che faceva a Passariano, spesso, come raccontano diverse fonti scritte dell'epoca, si recava a Udine per partecipare a balli e ricevimenti. Un giorno, mentre ritornava a casa (o forse mentre si dirigeva a Udine), accompagnata dalle sue dame di compagnia e da un piccolo contingente di soldati di scorta, si fermò a Campoformido per riposarsi, probabilmente proprio nella stazione di cambio di cavalli, presumibilmente osteria già all'epoca, dove si firmò il trattato. Si racconta che una volta ripartita Josephine si accorse di avere perso il suo prezioso anello che aveva al dito. Nessuno ha mai ritrovato l'anello e, a testimonianza di questa leggenda, secondo cui dovrebbe trovarsi da qualche parte nelle campagne tra Campoformido e Basaldella il prezioso gioiello, resta il detto: "Andate a zappare la terra, che forse trovate l'anello di Josephine!".

### Dopo il Congresso di Vienna
Nel 1814 Campoformido passò assieme al Friuli sotto l'Austria. Durante il regno lombardo-veneto il comune faceva parte, con le frazioni di Basaldella e Bressa (precedentemente comuni autonomi), del distretto di Udine, il primo della Provincia del Friuli. All'epoca la popolazione era di meno di tremila abitanti, essendo pertanto considerato Comune di III classe.
Il Comune di Campoformido era retto da un Convocato Generale, cui prendevano parte tutti gli "Estimati" ovvero i notabili. Tale convocato operava sotto il controllo del Cancelliere del Censo ed eleggeva un organo, paragonabile all'odierna Giunta Comunale, chiamato Deputazione e composto dal Sindaco e da altri due membri. La Deputazione deteneva il potere esecutivo. A partire dal 1819 il Consiglio Comunale prese il posto del Convocato Generale.

### Sotto il Regno d'Italia (1866 - 1945)
Dal 1866 il Friuli viene annesso dai Savoia al neo-costituito Regno d'Italia. In questo periodo il Comune di Campoformido fa parte del Mandamento di Udine e comprende tre frazioni: Bressa, Basaldella e Cormor.

### La prima guerra mondiale
Campoformido ebbe un ruolo strategico durante il primo conflitto mondiale.

### La nascita del volo acrobatico
A Campoformido nacque la prima pattuglia acrobatica, l'antenato delle Frecce Tricolori.

### Simboli
Lo stemma e il gonfalone del Comune sono stati concessi dal presidente della Repubblica con decreto del 24 maggio 1963.
La bilancia rappresenta la giustizia amministrata dal Patriarca di Aquileia. Le parole in nero sul cartiglio, Actum in prato de Campoformio feliciter, sono tratte da un documento redatto in occasione di una seduta del Parlamento della Patria del Friuli (14 luglio 1231).
Le tre zampe di grifone in campo azzurro, infine, rievocano la storia dell'aeronautica italiana, che qui allestì tre campi alla vigilia della prima guerra mondiale e poi fece di Campoformido una delle sue basi permanenti.
A Campoformido esiste una base dell'aeronautica militare in funzione e connessa a esso c'è un piccolo agglomerato di case, il "Villaggio Azzurro" dove risiedono le famiglie dei militari.
Il gonfalone è un drappo partito di azzurro e di rosso.

## Monumenti e luoghi d'interesse

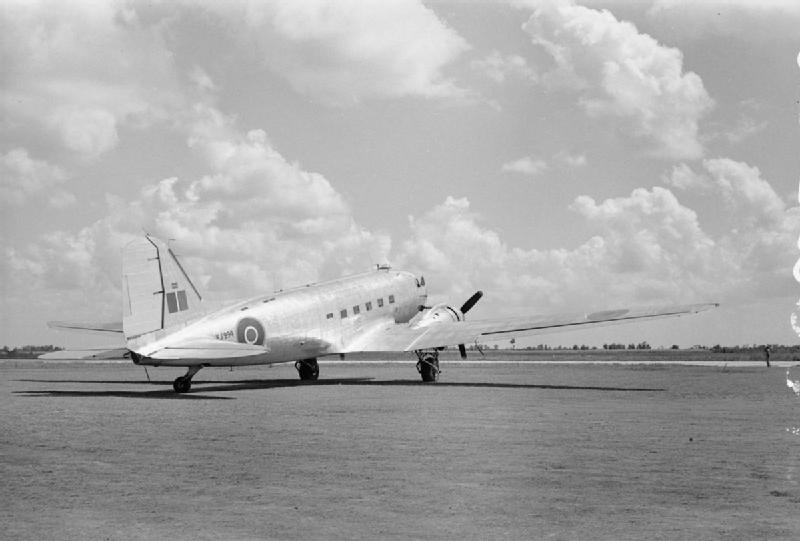
Un aereo parcheggiato nell'aeroporto di Campoformido durante la Seconda Guerra Mondiale

- Un aereo parcheggiato nell'aeroporto di Campoformido durante la Seconda Guerra Mondiale. La Statua della Pace, che si trova in Piazza del Trattato. Quella presente a Campoformido è una copia della statua che fu commissionata da Napoleone Bonaparte per ricordare il trattato di Campoformio (1797). La statua originale, realizzata da Giovanni Battista Comolli, artista della scuola di Antonio Canova, dopo le alterne vicende che portarono alla caduta di Napoleone, fu rimossa e depositata presso la casa del mercante Bertrando Del Torre, al centro del paese, in cui fu firmato il Trattato. Non è dato sapere se a seguito di una vendita o sulla base di quali altre circostanze, la Statua venne in seguito trasportata a Udine e posta su di un piedistallo in Piazza della Libertà, luogo dove ancora nel ventunesimo secolo si trova. Quella presente a Campoformido è una copia. Una donna rappresenta la Pace e guarda in direzione dell'ingresso della Casa dove fu siglato l'accordo.

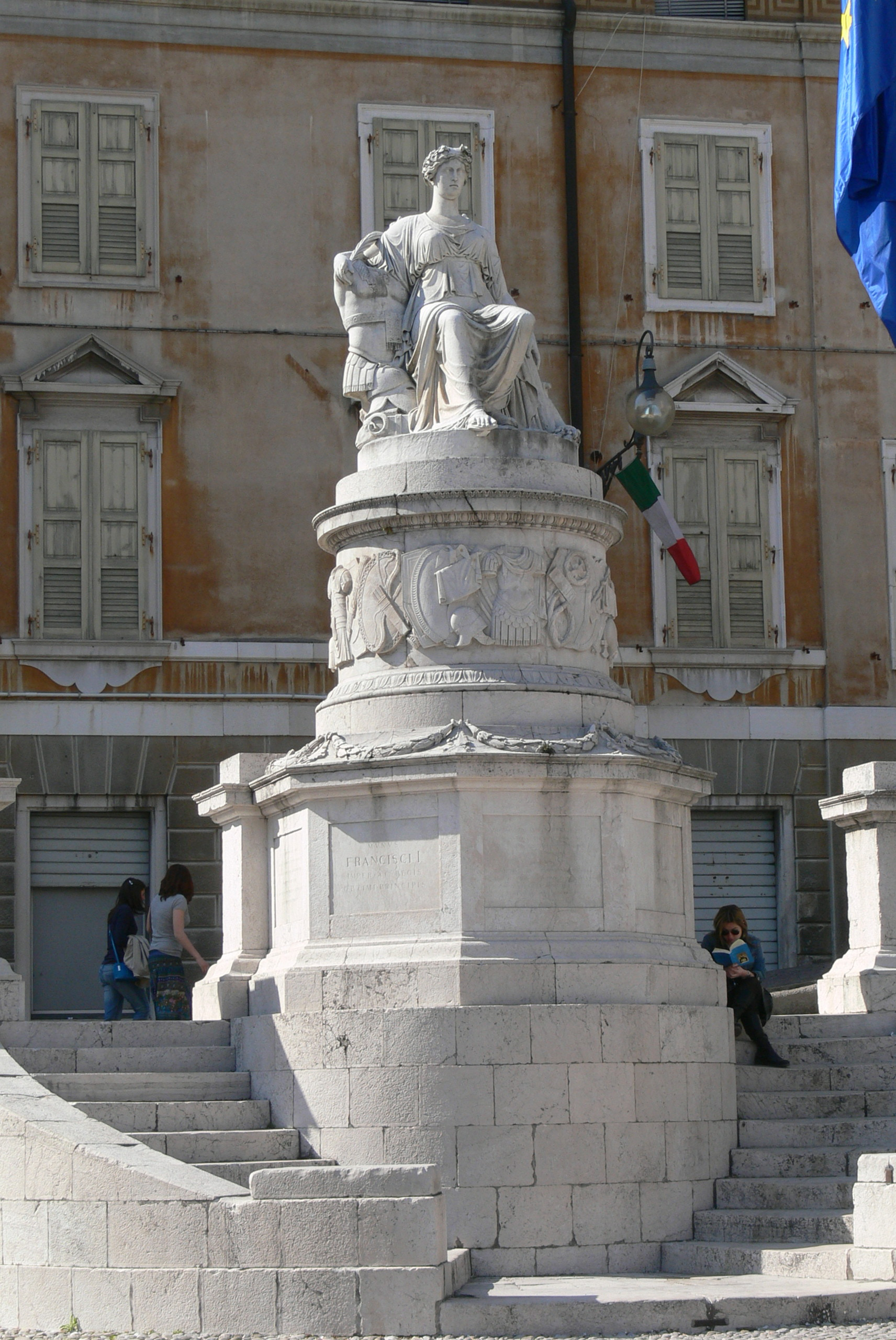
L'originale della Statua della Pace, ora posta alle pendici del colle del castello di Udine, ma originariamente collocata a Campoformido.

- Monumento ai caduti, sito in Piazza del Trattato, a memoria dei caduti campoformidesi;
- Monumento agli alpini, sito nel parchetto pubblico che circonda la sede dell'Associazione Nazionale Alpini;
- Il cosiddetto "aereo", un vero e proprio velivolo delle Frecce Tricolori posto su un piedistallo nella piazzetta tra Via Principe di Udine e via Soreville, in ricordo dell'aeroporto in cui nacquero gli aerei da caccia italiani durante il primo conflitto mondiale e la prima pattuglia acrobatica. L'aereo guarda alla strada principale e alla sua base sventola il tricolore. Due leoni di San Marco, in marmo bianco, simbolo della Repubblica di Venezia, guardano nella stessa direzione;
- Monumento ai Caduti nella Base Logistica dell’Aeroporto di Campoformido;
- Lapide dei Caduti del 63º Gruppo Osservazione Aerea;
- Area Giochi Children e Piazzale Robert Miles;
- Palestra Comunale Alessandro Talotti.

### Architetture religiose

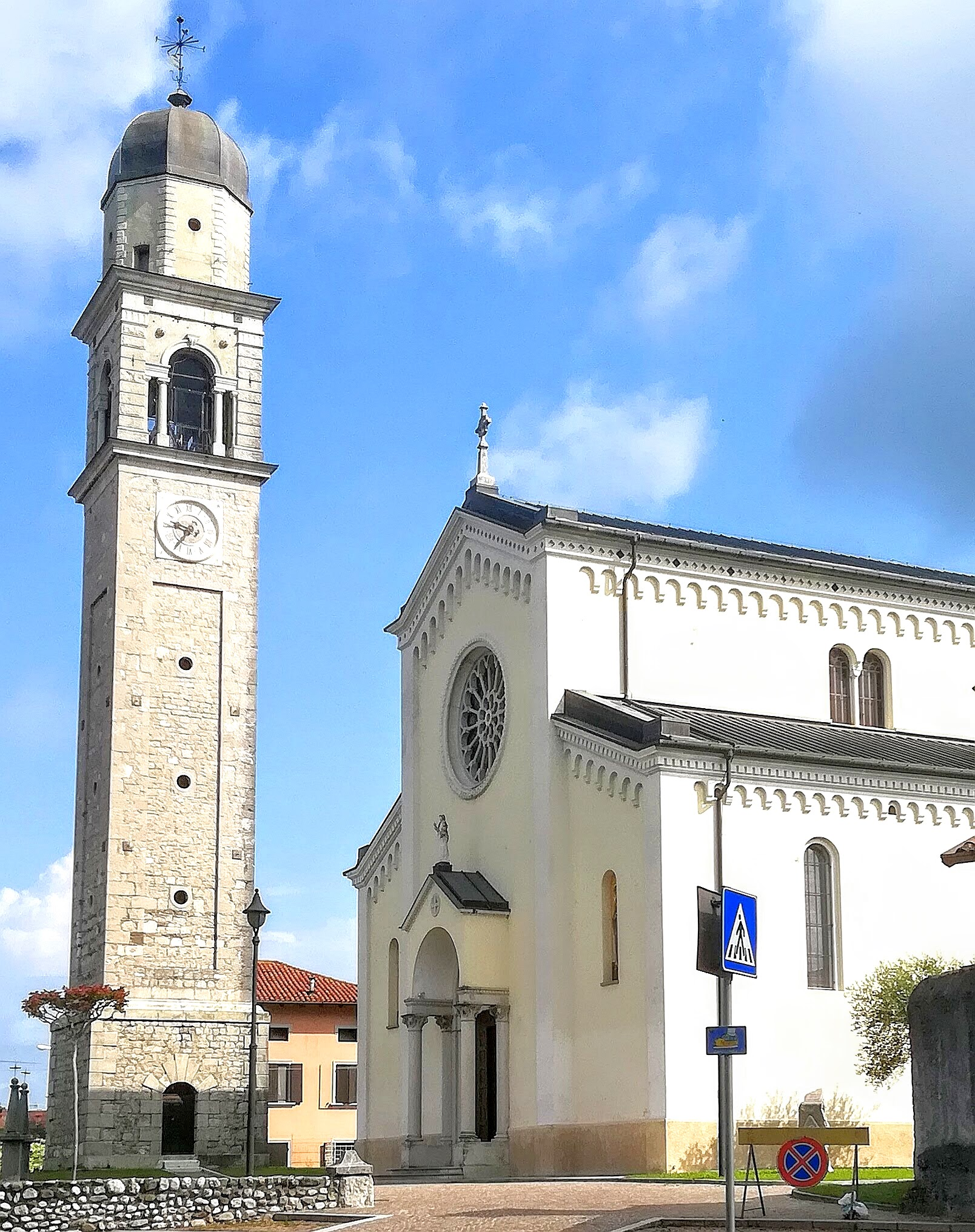
La chiesa parrocchiale

La chiesa principale di Campoformido si trova in Piazza del Trattato, all'imbocco di Via Caterina Percoto. Dedicata a Santa Maria della Purificazione, fu realizzata come la vediamo dall'architetto D'Aronco all'inizio del Novecento ma sorge sulla precedente chiesa di origine medievale, di cui si trovano ancora, tra le altre cose, alcuni affreschi cinquecenteschi, l'altare e un'acquasantiera. L'alto campanile in pietra, alla sua destra, é invece quello originale e vi suonano tre campane: la piccola è stata fusa da Giovan Battista De Poli nel 1890, la mezzana è stata fusa da G.B. De Poli nel 1921, la Grande è stata rifusa da Clocchiatti nel 1969. All'interno della chiesa, suddivisa in tre navate, si possono ammirare alcuni antichi affreschi della costruzione precedente.
Nella medesima piazza, di fronte alla Chiesa, è presente una piccola cappella all'interno della Canonica.
Nei prati di Campoformido, ora rientranti nella zona militare, si può trovare ancora qualche resto dell'antica chiesetta di San Canciano.
Proseguendo per via Percoto si giunge sino al Cimitero, in cui è possibile ammirare qualche pregevole tomba, tra cui quella della famiglia Bergagna, decorata con un mosaico, opera del più illustre discendente della famiglia; il pittore Ernesto Bergagna.
- Chiesa di San Martino, Basaldella;
- Chiesetta di San Daniele, Basaldella, nei cui pressi si trova l'antica necropoli romana;
- Chiesa dell'Immacolata Concezione a Bressa con uno dei campanili più alti del Friuli;
- Chiesa di San Sebastiano risalente al 500 d.C. nell'omonima località;
- Chiesa di Santa Caterina d'Alessandria in località Villa Primavera risalente al 1300; 
- Cappella Padre Massimiliano Kolbe a Villa Primavera, realizzato nel 1984 per la nuova zona residenziale. A Bressa si trova anche la Cappella dedicata a Nostra Signora di Lourdes, sorta su progetto dell’architetto Giuseppe Torres di Venezia nel 1924 e divenuta Monumento ai Caduti, dipinti di Ernesto Bergagna, di Bressa, formatosi artisticamente alla scuola “Beato Angelico” di Milano.
Altre chiese erano presenti sul territorio come per esempio quella di San Tomaso a Bressa, distrutta e non più esistente e, sempre nella medesima frazione, l'attuale sala teatro che è una chiesa sconsacrata.

### Architetture civili
- Sala Polifunzionale Angelo Geatti. Dedicata all'illustre cittadino campoformidese che condusse studi storici anche sul Trattato di Campoformio, è un edificio in vetro specchiato che sorge in centro a destra del Municipio ed è adibito a svariate funzioni. I piani superiori sono occupati da uffici comunali, mentre al piano terra si trova l'ampia sala consiliare che funge anche da sala per conferenze e altre attività;
- Municipio. É un palazzo dei primi del Novecento, ma i primi progetti risalgono già alla seconda parte dell'Ottocento;
- Ex latteria di via Stretta. Piccola palazzina sita nelle immediate vicinanze del municipio, è di proprietà comunale ed è stata adibita dopo la ristrutturazione a varie funzioni, da sede scolastica, centro per anziani a sede associativa, ospiterà il costituendo Centro Didattico Digitale Diffuso, progetto per la divulgazione della cultura digitale in via di realizzazione grazie alla sinergia tra comune di Campoformido, Regione autonoma Friuli - Venezia Giulia e Insiel SpA.

### Edifici storici
- La Casa in cui fu siglato il Trattato di Campoformio è un edificio cinquecentesco, giunto sino a noi attraverso vari rimaneggiamenti. Era la casa centrale di quella che allora si chiamava Piazza del Villaggio, poi Piazza della Pace e che ha assunto la denominazione di Piazza del Trattato. Probabilmente all'epoca fungeva da stazione di cambio dei cavalli o forse già da osteria, mentre successivamente è diventata una trattoria. Era l'abitazione della famiglia Del Torre, proveniente da Basaldella e un cui membro, Beltrame Del Torre, fu sindaco all'inizio dell'Ottocento. Sopra la porta principale è possibile vedere la lapide commemorativa che fu affissa per celebrare Napoleone e il Trattato di Campoformio. Un affresco devozionale rappresentante una Madonna con bambino, restaurato, spicca al di sopra della lapide;
- Casa Gobitti. Palazzina anch'essa di origine cinquecentesca, sorge nella centrale via Roma ed è abbellita da decorazioni policrome nella parte alta della facciata;
- Mulino Del Torre di Basaldella: é un antico mulino ad acqua che sorge in via Zugliano e si affaccia sul torrente Cormor. Appartenuto alla famiglia Del Torre, da qualche anno è stato acquisito dal Comune, che lo ha restaurato per adibirlo a sede del costituendo Centro visite del Parco Comunale del Cormôr per la promozione e la divulgazione del patrimonio dei prati stabili e del progetto Campoformido, comune amico delle api promosso in collaborazione con l'Università degli studi di Udine e del Museo Friulano di Storia Naturale;
- Casa Casco.

### Aree naturali
Il parco principale di Campoformido si trova in fondo a Via Caterina Percoto e prende il nome di "Boschete Furlane" (bosco friulano); si estende dalla zona confinante con il cimitero sino alla stadio e confina con campi coltivati. Il parco, attrezzato con due aree giochi per bambini di cui una realizzata grazie alla Fondazione Biasotti-Vuerich e intitolata Children, il più grande successo del musicista friulano Robert Miles, offre anche un campo lastricato da pallacanestro, oltre a un campetto da calcio, di fianco allo stadio vero e proprio.
Un piccolo parchetto attrezzato situato in via Stretta costituisce il giardino della ex scuola elementare, ora spostata altrove.
Infine i prati stabili, grande estensione di terreni incolti, fanno la possibilità di ammirare un elevato numero di specie floreali, ciò che ha permesso di riconoscere questi prati come biotopo naturale denominato "Magredi di San Canciano".
Inoltre il grande parco del Cormor, il più esteso di Udine, comprende anche una porzione di territorio comunale situata nelle frazioni di Villa Primavera e Basaldella .
A Bressa il Parco della Rimembranza ricorda i caduti con all'interno anche una cappella edificata dopo il primo conflitto mondiale.

## Società

### Evoluzione demografica
Abitanti censiti

La popolazione è in costante aumento dal 1870, data del primo censimento postunitario. In particolare, negli ultimi decenni, il Comune ha visto un aumento dei nuovi abitanti, qui trasferitisi dalla città o da altri comuni. Il comune di Campoformido, alle porte di Udine, costituisce difatti un'area residenziale tranquilla ma a portata del capoluogo provinciale, sede di tutte le attività, conciliando diverse esigenze.

### Lingue e dialetti
A Campoformido, accanto alla lingua italiana, la popolazione utilizza la lingua friulana. Ai sensi della Deliberazione n. 2680 del 3 agosto 2001 della Giunta della Regione Autonoma Friuli-Venezia Giulia, il Comune è inserito nell'ambito territoriale di tutela della lingua friulana ai fini della applicazione della legge 482/99, della legge regionale 15/96 e della legge regionale 29/2007.

## Cultura

### Istruzione

#### Scuole
Il capoluogo e le frazioni dispongono di diverse scuole di tutti i gradi sino alle scuole medie inferiori.
A Campoformido, la scuola materna Caterina Percoto è sita nel polo scolastico che sorge nell'omonima via e in cui si trovano anche la scuola elementare San Giovanni Bosco, precedentemente sita in via De Amicis, e la scuola media Giuseppe Marchetti. Il piazzale antistante la scuola elementare San Giovanni Bosco è intitolato a Robert Miles.
Nella frazione di Basaldella sorge la scuola elementare "Divisione Julia" mentre un altro asilo, dedicato a Carlo Collodi, ospita i bambini di Villa Primavera.
A Bressa resta soltanto l'edificio dell'ex scuola elementare, da decenni ormai chiusa, ma che attualmente ospita diverse realtà associative.

### Media

#### Stampa
- "La voce di Campoformido. Notiziario dell'Amministrazione comunale e delle associazioni dei nostri paesi", periodico comunale edito dal 1992, ma la cui pubblicazione è stata interrotta dal 2019 (dapprima usciva con maggiore frequenza, poi semestralmente, in molti numeri con testo friulano a fronte). Attualmente è attiva la pagina Facebook istituzione del comune "La voce di Campoformido";
- "Fior del prato. Bollettino parrocchiale di Bressa", semestrale.

### Eventi
Nei mesi di aprile o maggio si tiene ogni anno la Festa di Primavera a Basaldella.
In occasione del bicentenario della firma del Trattato (1997) il Comune ha organizzato una grande manifestazione, poi ripetutasi per qualche anno dopo. Dal 2016 la manifestazione "Un giorno con Napoleone", che si svolge ogni anno a ottobre, ha visto, tra le altre cose, la rievocazione della firma del trattato di Campoformio con rievocatori in costumi dell'epoca.
Annualmente la Pro Loco Campoformido Aps organizza la manifestazione estiva "Campoformidabile" che ultimamente ha ospitato anche alcune tappe del noto international folk music festival Folkest.

## Economia
L'agricoltura e l'allevamento, che una volta erano le attività prevalenti, sono state sostituite da attività industriali, artigianali e commerciali. L'occupazione femminile si concentra prevalentemente nei settori dei servizi pubblici e privati e del commercio; quella maschile è preponderante nel settore commerciale, dei servizi e dell'industria manifatturiera e dell'agricoltura.
A Campoformido hanno sede le Latterie Friulane, dove si producono formaggi freschi come il Latteria Campoformido. Nella frazione di Basaldella la storica cartiera Romanello che ha cessato la produzione da qualche anno.

### Dati economici
Secondo i dati forniti dal Dipartimento del Tesoro del Ministero dell'Economia, durante l'anno del 2016 il Comune si colloca al quarto posto nella classifica dei comuni con reddito medio più alto del Friuli-Venezia Giulia, dopo Udine, Moruzzo e Pagnacco. Negli scorsi anni le oscillazione sono state sempre tra il terzo e il quinto posto in classifica.

## Infrastrutture e trasporti

### Aeroporto di Campoformido
È un aeroporto risalente alla prima guerra mondiale, conflitto in cui fu un punto strategico. Con il secondo dopoguerra lasciò gli usi militari e divenne un aeroporto civile; può godere di una pista di 700 metri e l'Enac ha in progetto la realizzazione di una pista da 1100 metri che consentirebbe di aprire l'aeroporto anche ai voli di linea, andando a creare un secondo scalo regionale.

## Amministrazione
Tra 2016 e 2020 Campoformido ha fatto parte della Unione Territoriale Intercomunale del "Friuli Centrale".

### Elenco dei sindaci di Campoformido
| Periodo        | Periodo        | Primo cittadino         | Partito                                | Carica                  |
| -------------- | -------------- | ----------------------- | -------------------------------------- | ----------------------- |
| 1805           | 1808           | Beltrame Del Torre      |                                        |                         |
| 1866           | 1877           | Giobatta Zuliani        |                                        |                         |
| 1877           | 1878           | Evangelista Gobitti     |                                        |                         |
| 1878           | 1882           | Giobatta Zuliani        |                                        |                         |
| 1882           | 1888           | Antonio Toscano         |                                        |                         |
| 1888           | 1910           | Luigi Mularo            |                                        |                         |
| 1910           | 1914           | Marco Danelon           |                                        |                         |
| 1914           | 1920           | Giovanni Gobitti        |                                        |                         |
| 1920           | 1924           | Girolamo Gorassini      |                                        |                         |
| 1939           | 1940           | Attilio Gorassini       |                                        | Commissario Prefettizio |
| 1940           | 1943           | Attilio Gorassini       | Partito Nazionale Fascista             | Podestà                 |
| maggio 1945    | giugno 1945    | Attilio Morassi         |                                        |                         |
| giugno 1945    | agosto 1945    | Marcello Zuliani        |                                        |                         |
| 1945           | 1946           | Attilio De Colle        |                                        |                         |
| 1946           | 1956           | Giovanni Gobitti        |                                        |                         |
| 1956           | 1964           | Antonio Paravano        |                                        |                         |
| 1964           | 1975           | Arturo Felice Fontanini |                                        |                         |
| 1975           | 1980           | Daniele Cattaruzzi      |                                        |                         |
| 1980           | 1987           | Lionello D'Agostini     | Democrazia Cristiana                   |                         |
| 1987           | 1990           | Franco Tomada           |                                        |                         |
| 1990           | 1994           | Giovanni Petris         | Democrazia Cristiana                   | Sindaco                 |
| 1994           | 1995           | Loris Di Giorgio        |                                        |                         |
| 22 maggio 1995 | 16 giugno 2004 | Pietro Fontanini        | Lega Nord e centro-destra              | Sindaco                 |
| 17 giugno 2004 | 25 maggio 2014 | Andrea Zuliani          | Lista civica di centro/centro-sinistra | Sindaco                 |
| 26 maggio 2014 | 26 maggio 2019 | Monica Bertolini        | Lista civica di centro/centro-sinistra | Sindaco                 |
| 27 maggio 2019 | 09 giugno 2024 | Erika Furlani           | Lega Nord e centro-destra              | Sindaco                 |
| 10 giugno 2024 | In carica      | Massimiliano Petri      | Lista civica                           | Sindaco                 |

#### Sindaci di Bressa
- Lorenzo Bertone (1807)

## Sport
- Calcio: Unione Calcio 3 Stelle
- Pallamano: Jolly Handball Campoformido, militante in Serie A Bronze, la terza serie nazionale[15]
- Pallavolo : Pav. Bressa A.S.D. (progetto scuola, minivolley, under 12, under 14, under 16 e 2ª Divisione, tutte femminili)
- Tiro a volo: Tiro a Volo Campoformido